# 週刊テレビ広辞苑
『週刊TV広辞苑』（しゅうかんテレビこうじえん）は、1988年4月4日から1989年3月20日までよみうりテレビが毎週月曜 25:10 - 25:40 に放送していたコントバラエティ番組。

## 概要
槍魔栗三助（現・生瀬勝久）や上海太郎らがコントを行っていた深夜番組。大学の学園祭で出張ライブを行い、その模様を放送したこともある。
関西ローカルの低予算番組だったが、後に日本テレビでも毎週月曜 26:05 - 26:35 に半年遅れで放送された。関東では当初、千葉テレビで途中まで放送され、その後日本テレビでも放送された。
番組の終了後も、ほぼ同じ出演者、同じ時間帯で『現代用語の基礎体力』、『ムイミダス』、『未確認飛行ぶっとい』と続き、シリーズ化していった。

## 構成
出演者には劇団そとばこまちらの劇団員を主に起用。スタッフには放送作家の倉本美津留などが参加していた。
番組は毎週50音のなかの1つの音を50音順にテーマにし、その音で始まる単語をモチーフとしたコントを披露。当然放送第1回目では「あ」の付く言葉がテーマで、単語は「アリバイ」だった。最終回の1つ前の放送では「わ」の付く言葉をテーマにしていた。コントの始めでタイトルを表示する際に、岩波書店の『広辞苑』から引用したと思われる言葉の解説が加えられていた（ただし、『広辞苑』に載っていない単語もある）。
番組コンセプトは「ハイパーインテリジェンスギャグTV」 (Hyper Intelligence Gag TV)。
オープニングは、「あ」〜「の」までは該当する「五十音」の週に因んだもの（例:「え」エクトプラズム：プラズマを吐く男の映像）を映し出し、その週の「音」を印象つけ、単語にちなんだ1 - 2つのコントを行った後、正式なオープニングに入るという方式だった。「あ」 - 「の」まではアブストラクト（抽象的）な地球儀が回転しながらキャストのテロップが流れる単調なものであったが、「は」 - 「ん」では最初にミニコントが入り、その後ローリング・ストーンズの曲（Jumpin' Jack Flash）に乗せ、キャストのテロップが流れるようになった。そして、今週のテーマである単語に因んだ模型や映像（例：「ま」麻雀パイで「ま」という文字を作り上げる映像が流される）その週の「音」を印象づけ、その後に単語紹介によるコントの本編に入るという流れになった。
エンディングテーマは、ウィルソン・ピケットで有名な「ダンス天国」のインストやバングルスの「冬の散歩道」であった。初期のエンディングでは女性の口元がアップで映され、「あいうえお…わをん…んーん」と色っぽい声で五十音を発していた。しかし、「は」行からはNGシーンをバックにスタッフテロップを流す形式に変更された。
また、2行（例えば、「あ」行と「か」行）の終了ごとに総集編を放送していた。タイトルも「別冊」や「号外」や「増刊」などのサブタイトルが付けられており、内容は2行ごとのコント内容をランキング形式で紹介したり、蘊蓄マンが大学の学園祭・須磨海岸に赴き、「輝け!蘊蓄マン大賞グランプリ」なるものをも開催（内容は2行にある10の漢字を読ませて完全制覇したものが勝者になるというもの。レヴェルも初級・中級・上級と用意されていた。優勝者（上級完全制覇者）にはトロフィーが授与された。また、初級には番組ステッカー、中級には地球儀型番組特製ビーチボールが進呈されていた）。また、蘊蓄マンが四字熟語に因んだギャグ講演した内容も放送されていた（例えば：一石二鳥 → 第一志望は石川大学（※石川大学は実在しないが、石川県立大学が実在する）で、第二志望は鳥取大学だな）。そして、没になったお蔵入りコントの紹介も行われていた（例・千番に一番の兼ね合い）。この総集編バージョンは計4回放送され、MCはいずれもひさうちみちおが担当した。
最終回については、当初「ん」で始まる言葉を予定していたが、「んなアホな」「んちゃ」（アラレちゃんの挨拶語）程度しか思いつかなかったこともあり、最終回1時間スペシャルとして総集編を放送した。最終回のオープニングは「ん」の文字が爆発するものであった。

### シリーズコント
「三バカ大学生」シリーズ
上海太郎、はりけーんばんび、槍魔栗三助が貧乏大学生に扮し、演じるコント。当時の大学生の嗜好や世相を反映したものが多く、主に上海太郎が扮する大学生が虐げられる結末が多いものとなっていた。
「〜づくし」シリーズ
槍魔栗三助、上海太郎、みやなおこのいずれか2人が登場。テーマに沿った扮装をして駄洒落漫才をする。例えば妖怪というお題で上海が鬼太郎、生瀬がねずみ男に扮し「風邪をひいた」という会話の中に、妖怪の名前を入れていくというもの（鬼：この薬どこにぬりかべ？、ね：ろくろ首）。
薬の名前づくし、ビートルズの曲名づくし、ソ連（ロシア）づくし、ドリンク剤づくし、ジャズづくし、小説家づくし、アメリカ50州づくし、部首づくし 等がある。
「〜恐怖症」シリーズ
上海太郎が演じ、心の内を吹き替えで演出したもので、静電気をとても過剰に感じる体で、コミカルに嫌がる「静電気恐怖症」や高所恐怖症を逆手に取り、地上から高いものを見て逃げ惑う「落下物恐怖症」などがあった。最後は「○○恐怖症…恐ろしい…」のナレーションと字幕で締めくくられていた。
「早まるなぁ〜!!」シリーズ
ブロッコリ哲が街角で立ち読みなどして「いいなぁ…○○したいなぁ…」などとつぶやきながらぶらついている一方で、上海太郎が扮するサラリーマンや学生がとある事象を契機に「切腹」を試みようとするコント。例えば銭湯に入場するが、「お気に入りの番号のロッカー」が空いていない事を、打ち震えながらまるで「運が悪かった」とばかりに悲観して、包丁（常に持参）を取り出し切腹を試みる。それを察知したブロッコリ哲が「これはまずい」とばかりに駆けつけようと走り出す。そして上海太郎が自らの腹に包丁を突きたてようとしたその瞬間、お目当てのロッカーが空いて一転、晴れやかな表情で自殺を思いとどまり、めでたく「こだわりが故のストレス状態」を脱する。また、駆けつける途中であったブロッコリ哲も、何故かそれをも察知して「世話が焼ける」といった風な安堵の表情で駆けつけるのを止め、立ち読みなどを再開する。このようなことを数度繰り返した後、結局切腹してしまうというオチ。『未来警察ウラシマン』のアイキャッチの曲が流れると表情が一変し、「早まるなぁ～!!」と叫びながら走り出すブロッコリ哲、しかしその先にはナイフで腹を刺すなどして自殺を図った上海太郎が倒れており、その亡骸の前で一言「間に合わなかったかぁ～…」というパターン。
「現代の匠（たくみ）」シリーズ
陶芸家か書家といったいでたちの槍魔栗三助が「その道30年（後に40年）のプロ」という設定で、女性レポーター「目多加頼子」（西村頼子）がインタビューする。アルバイト一筋30年の匠（求人に応募しても「経験ありすぎ」と断られる）や、「さっき食ったシーメの後のヒーコがテイサイのジーアでよぉ…」と何でも単語を逆さにして喋る匠（名前は「チャックマンジョーネ白井」）などが登場。
「フールブラザーズ」シリーズ
はりけーんばんび（兄役）とブロッコリ哲（弟役）の二人が、黒サングラス・黒スーツのブルース・ブラザーズのいでたちで、兄は口に煮干を咥え、弟は肩にキューピー人形を乗せていた。兄弟の名前はブルース・ブラザーズをもじった「フールブラザーズ（Fool Brothers）」。時にはパチンコ店で玉を借りた後パチンコを一切やらず、そのままカウンターで景品に交換して持ち帰り、道路標識の「止まれ」を「止まるな」に書き換える犯罪行為など、文字通り「バカ兄弟（Fool Brothers）」を演じる内容のコントであった。なお、このコントのみいわゆる、無声映画仕様で、兄弟の会話は暗転バックに字幕で表示され、BGMに乗せてコントが進行するもの。また終了時には字幕で「Their journeys is "never" end...」で締めくくられていたが、回を重ねるにつれて、"Never"が増えていく演出(5回目ならTheir journeys is "never×5" end...）もなされていた。なお、オープニング曲はen:Timbuk3の"The Future's So Bright, I Gotta Wear Shades"、またコント中のBGMはen:The Primitivesの"All The Way Down (Beat Version)"であった。
「大河コント」シリーズ
夏休み特別企画として「た」行の5週連続で放送されたコントシリーズ。内容は「Sumi of Jubako」の教授が何者かに射殺されるところから始まる。こと切れる前に血痕で「おめ・・・」というダイイングメッセージを残しており、そこからブロッコリ哲が様々な災難や数奇な現象に巻き込まれていくものであった。各回サブタイトルがつき本格的な「サスペンス」篇、お色気仕立ての「ホラーポルノ」篇そして舞台やミュージカル仕立ての「カルトムービー」編などがあった。心理的な描写が強く、連続性がないストーリー仕立てとなっており難解なコント仕様となっていた。最終回のエンドロールには「（この大河コントが）なんか？よくわからなかったぞ？・・ね！もういゃーん、細かいことは言いっこなしで・・・じゃぁ。」という視聴者に向けての制作寸評も演出されていた。また、5週連続の大河コントの「サブタイトル」を送付すれば抽選でオリジナルテレホンカードが当たるプレゼント企画も催された。ロケ地は神戸（北野異人館、ポートアイランド北公園、元町・南京町など）だった。
Sumi of Jubako（重箱の隅）シリーズ
槍魔栗三助がロンドンタクシーから現れ、眼鏡と口ひげを生やした教授に扮し、自らの研究成果を発表するコント。内容はある映画やドラマの1シーンを取り上げて物理的におかしい場面を指摘し、難癖をつけ批判するすなわち、「重箱の隅」を突く様な内容となっている。例えばウルトラマンの1シーンではハヤタ隊員が川で足を掬われ、川下に流されているシーンに対して、小学生でも溺れそうもない浅瀬で転がりゆく隊員をみて「こんな浅瀬で何をゴロゴロ転がっているのでしょうか?間抜けです!!」と辛口コメントを寄せ、容赦なく批判した。また、映画の江戸川乱歩の黄金仮面の1シーンではビルの屋上から向いのビルにボーガンを放ちロープ伝いで逃げる黄金仮面。それをじっと見つめる刑事たちに「そんなことより、向うのビルに先回りすればいいのに…」と指摘し、結果、黄金仮面に逃げられ悔しがっている刑事たちに向って「バカ面です!!」と言い、その後、「見るにも無残な間抜けぶり…」と追い討ちを掛けたコメントであった。コーナーの終了として「私の研究はまだまだ終わりそうにありませんな…」と口ひげを触りながら語り、To Be Continuedという字幕で締められていた。批判する内容は論理的に誤っている点は1つもなく、ギャグと学術的要素との間でコントを楽しむ極めてシュールなものであった。映像面では実際、教授は声を出しておらず（はりけーんばんびが吹き替え）、いわば吹き替えの状態にし、カラーをセピアにし、欧米が制作する「古き良き時代の映画」としての雰囲気が醸し出され演出されていた。

### その他シリーズ
薀蓄マン
頭には紅白扇子、全身は「タケちゃんマン」を意識した出で立ちの上海太郎扮する「薀蓄マン」が街角に繰り出し、通行人を捕まえ「読んでみなさい！」と難読四字熟語（例：乾坤一擲、落落磊磊など）を読ませるもの。その奇異な出で立ちから不審者として扱われることもしばしばで無視され、通り過ごされることもあった。
「る」の週は「流浪之民（るろうのたみ）」というタイトルで、いつもと違ってセリフを一言も発さず、BGMに乗せてただ彷徨っているだけであった。
「今週のご不幸」のコーナー
前半期（「あ」～「の」）に登場。タイトルにクラシックの曲目（「く」:【軍隊行進曲】、「た」:【タンホイザー】、「な」:【夏】など）からその曲目をBGMに、紗の掛ったパルテノン神殿に似せたセットに、ボウタイタキシード姿のひさうちみちおが階段に座り、視聴者から寄せられた不幸話を紹介するコーナー。寄せられる内容が卑猥なものから格言のようなものまで、ひさうち流の寸評を加えて披露された。中には投稿ハガキを読み上げるだけで、呆気にとられ無言で終了する回もあった。
ナース井手の人生相談
視聴者からの悩みのお便りを基に進めるという設定だったが、「こんな書き方は駄目よ♪」などと難癖を付けてキチンと回答した例が無いという一種のシチュエーションコメディー。稀に肝心のお便りが無い週もあった。
ひさうちみちおのテレビコラム
後半期（「は」～「ん」）から登場。今週のご不幸のコーナーの後続コーナー。薄暗い間接照明で、バックで水槽が映っていた中で氏が持論を展開するコーナー。猥談オチの時もしばしばあった。
清水ひとみのお色気コーナー
毎回ピンク色をした照明と紗がかかるスタジオの中で言葉にちなんだ説を紹介するもの。時にはソフトクリームをねぶったり、みたらし団子を卑猥にしゃぶったりと明らかに成人男性を意識した描写が行われていた。しかし、「の」でこのコーナーが終了し、オープニング等の改編に伴い、後に「○○行の女」に受け継がれてゆくことになる。
アイキャッチのお色気コーナー「行（ぎょう）の女」
深夜であり、視聴者は男であろうことを意識したコーナー。登場女優のPV風に作られていた。肌の露出はほとんど無く、着衣のエロティシズムを追求したコーナー。担当するセクシー女優は「は」行から「わ」行までの「行」替わりで登壇した。前原祐子、岬まどか、姫野真利亜など当時一線で活躍する人気のあるセクシー女優が出演していた。

## 主な出演者
- 槍魔栗三助（現・生瀬勝久）
- 上海太郎
- はりけーんばんび（現・川下大洋）
- ブロッコリ哲（現・穂積哲也）
- 西村頼子
- みやなおこ
- ナース井手
- 清水ひとみ
- ひさうちみちお
- ほか

## スタッフ
- 構成：かわら長介、東野博昭、倉本美津留、増山実、小松純也
- ディレクター：竹内伸治、武野一起
- プロデューサー：山田典昭
- チーフプロデューサー：岡島英次
- 制作著作：よみうりテレビ

## 視聴者プレゼント・ノベルティーグッズ
番組の最後に、毎週の視聴者プレゼントで「週間TV広辞苑」のロゴの入ったOPで登場する「不思議な地球儀」のステッカー、「ビーチボール」、そして「テレフォンカード」が前半期に、「番組特製どんぶり鉢」と「ステッカー」を後半期の視聴者プレゼントとしてグッズ化された。予算の関係上、毎週平均20名前後の配布に留められていた。
番組特製「どんぶり鉢」プレゼント
どんぶり鉢は最終回「ん」の放送中に「読売テレビ・春祭り」内での広辞苑ブースで「ラーメンを2杯汁まで飲めば特製どんぶりがもらえるよ!」という告知があり、当日会場には数千人規模の希望者が殺到し、「赤」と「白」の整理券まで配布されたが、並んだ「9割」近くの人がこのどんぶり鉢を手にできなかった説がある。その代り不思議な地球儀が描かれた番組特製ステッカーと次番組の「現代用語の基礎体力」のステッカーが配布された。この模様は当時関西ローカルで「読売テレビ・春祭り」として午前、午後の2部構成で各番組ブースをで紹介する中で報じられ、その過熱ぶりと番組の人気の高さを証明する形となった。ラーメンは1杯500円だった。
番組特製「どんぶり鉢」デザインとサイズ
フォルムは町の中華屋で出される典型的なラーメン鉢である。内部側面には、ドラゴンと万里の長城をイメージした装飾が施され、底面には「週刊TV広辞苑・Every Monday AM1:10-1:40 10ch よみうりテレビ」とプリントされている。外側面はドラゴンと万里の長城のフォルムに加え、「週刊TV広辞苑」のロゴがシンメトリーに施されている。サイズは直径約20cm。深さは約13cmとなっている。ロゴデザインは全てOPや番組上で使用されたフォントをそのままプリントされて、文字にはゴールド箔がふんだんに使用されている。進呈時には、「薄謝・よみうりテレビ」記載の熨斗付きのストライプブルーのペーパーケースにラーメン鉢が収められていた。
日本テレビ視聴者へのプレゼント
前述のとおり、日本テレビでは半年遅れの放送だったため、同局視聴者へのプレゼントは行われていなかったが、8月頃のテレホンカードプレゼントは、関東では翌年2月頃の放送だったが特別に行われた。どんぶり鉢も後にプレゼントされるようになった。

## DVD
本番組の内容を元にした新作がジェネオンエンタテインメントより、DVD『現代用語のムイミダス ぶっとい広辞苑 其の壱』『現代用語のムイミダス ぶっとい広辞苑 其の弐』、以上2枚に特典DVD1枚をセットした『現代用語のムイミダス ぶっとい広辞苑 DVD-BOX』として2008年4月23日に発売された。

### 特別番組
2008年3月8日・3月15日に読売テレビの『Y.A.P.P.Y.』枠で、上記DVD告知を兼ねた特別番組『現代用語のムイミダス ぶっとい広辞苑』が放送された。後にサンテレビでも2011年5月1日・5月8日に放送。